# El pino de formentor
El pino de Formentor (Lo Pi de Formentor) es uno de los poemas más célebres del poeta mallorquín Miguel Costa y Llobera. Técnicamente es considerado como la culminación de la poesía romántica en lengua catalana.
Publicado originariamente en catalán en 1885, el poeta escribiría posteriormente una versión en castellano que luego publicaría en su libro Líricas (1899).

## Historia
Costa y Llobera compuso el poema Lo Pi de Formentor en el año 1875, durante su primera etapa de producción.
Para componerlo, el poeta se inspiró en los paisajes y visiones tempestuosas de los pinos arraigados en los acantilados de la península de Formentor, en una extensa propiedad familiar. Costa y Llobera, no en vano, frecuentaba aquellos paisajes desde muy joven, que le servirían de inspiración en buena parte de su obra. Reflejando el ideal de una vida elevada, el pino se nos presenta además como la epítome de aquel que lucha en medio de las tribulaciones de la vida, evocándonos lecciones de constancia y fortaleza.

## Métrica y versos

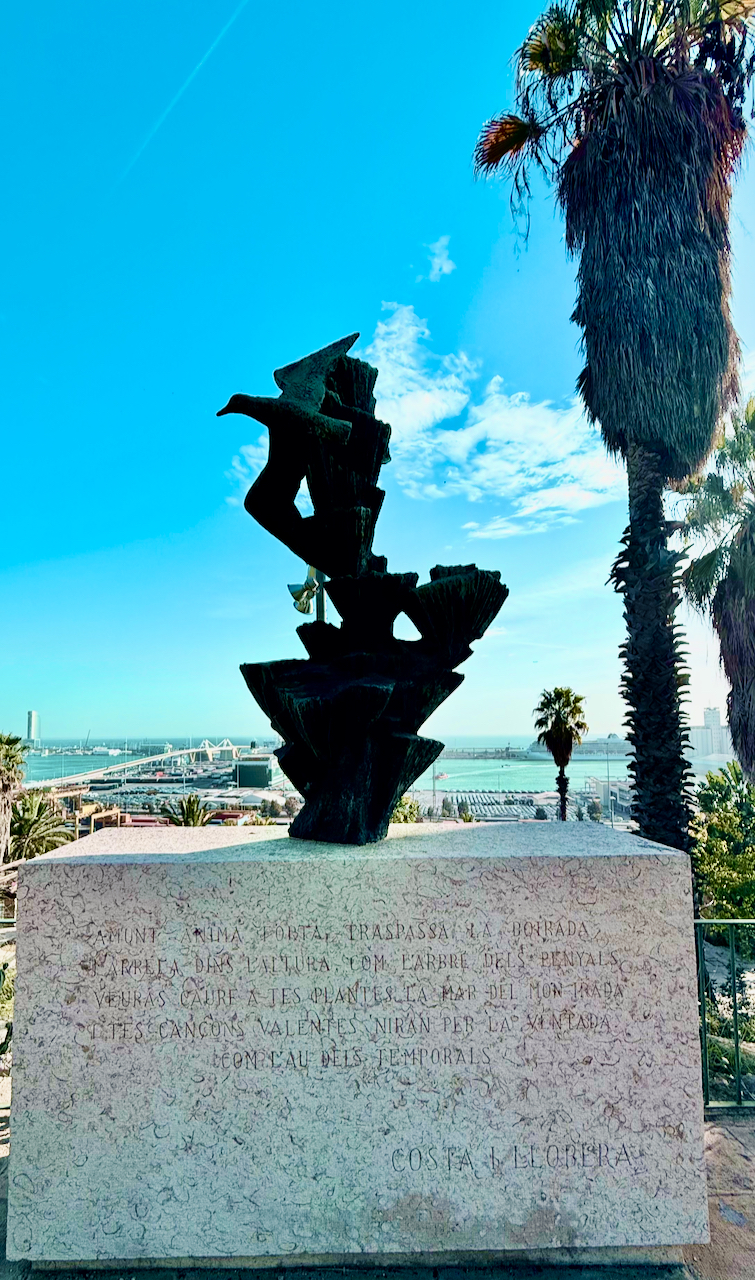
Estatua de homenaje en Montjuic, Barcelona

El poema tiene una estructura de 40 versos alejandrinos con cesura en el medio (7+7 sílabas métricas, salvo en el último verso de cada estrofa, que es heptasílabo) y la rima es consonante. La primera estrofa del poema, en su versión original, es célebre:

Mon cor estima un arbre! Més vell que l'olivera,

més poderós que el roure, més verd que el taronger,

conserva de ses fulles l'eterna primavera,

i lluita amb les ventades que assalten la ribera,

com un gegant guerrer.

Cuya versión en castellano, el propio Costa y Llobera publicaría años más tarde. La misma primera estrofa dice:

Hay en mi tierra un árbol que el corazón venera:

de cedro es su ramaje, de césped su verdor;

anida entre sus hojas perenne primavera,

y arrostra los turbiones que azotan la ribera,

añoso luchador.

## Legado

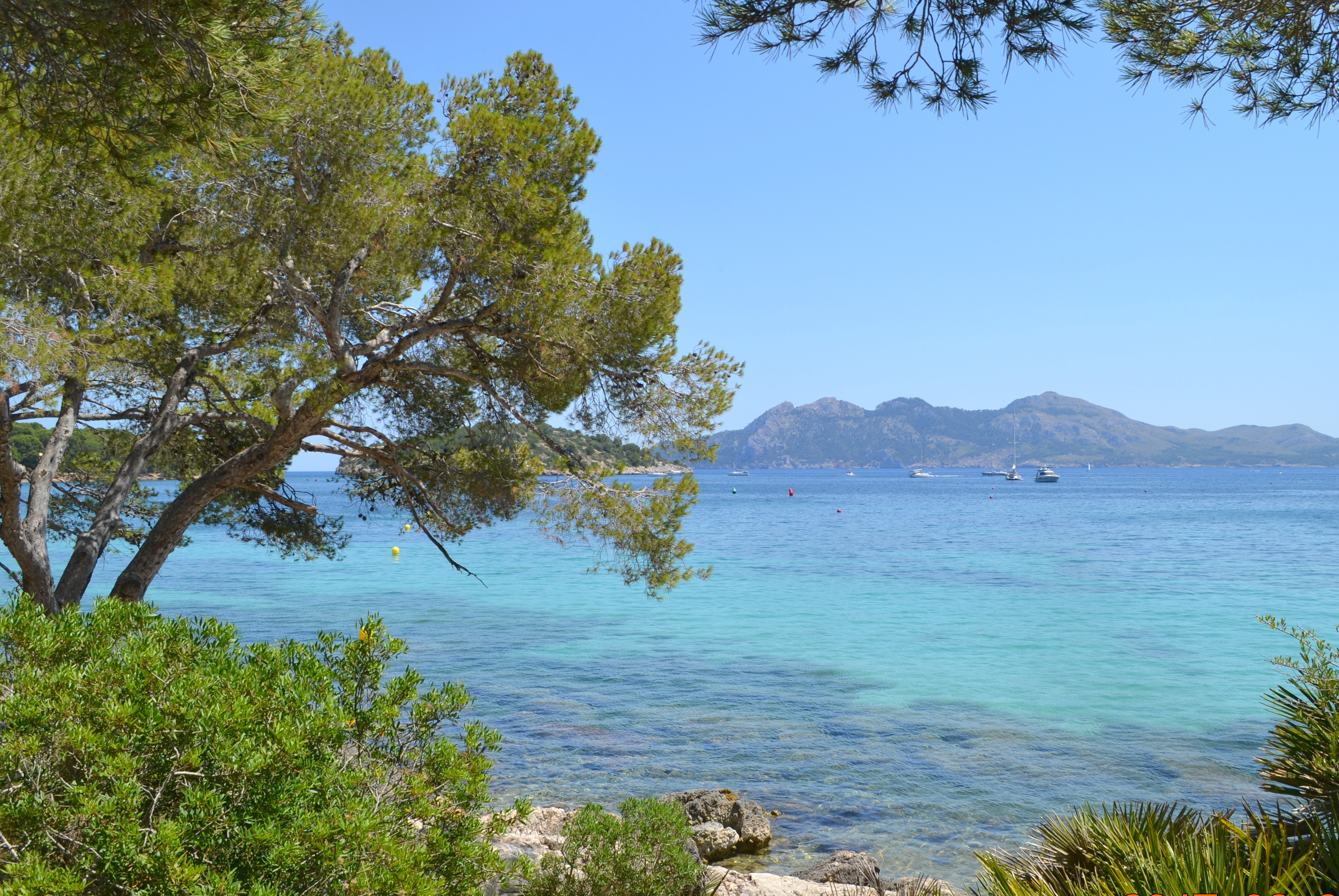
Playa de Formentor

El poema ha sido musicado, entre otros, por la cantante Maria del Mar Bonet.
Artistas como Joan Miró y Hermenegildo Anglada Camarasa lo utilizaron como inspiración para sus pinturas.
En su Sinfonía n.º 16 - Songs of Mallorca, el compositor inglés Derek Bourgeois nombró el primer movimiento como El Pino de Formentor.
La estatua L'au dels temporals, el Pi de Formentor, de Joaquim Ros, rinde homenaje al poeta en los Jardines Mossèn Costa i Llobera, en Barcelona.